# Савченко Надія Вікторівна
Наді́я Ві́кторівна Са́вченко (нар. 11 травня 1981 року, Київ, Українська РСР) — українська політична діячка, активістка. Герой України (2015).
Народна депутатка України VIII скликання (з 27 листопада 2014 по 29 серпня 2019 року). Делегат Парламентської асамблеї Ради Європи (з 25 грудня 2014 по 21 грудня 2016 року).
Учасниця Революції гідності. Українська військова, штурман-операторка гвинтокрила Мі-24 16-ї окремої бригади армійської авіації Сухопутних військ Збройних Сил України, капітан ЗСУ. З липня 2014 по 25 травня 2016 року перебувала в російському полоні, звільнена внаслідок українсько-російської політичної угоди на найвищому рівні. З 22 березня 2018 року перебувала під слідством. Її підозрювали у підготовці терористичних актів та держперевороту. За рішенням суду 16 квітня 2019 року звільнена з-під варти.
26 січня 2019 року висунута кандидаткою у президенти України на з'їзді партії «Суспільно-політична платформа Надії Савченко». 8 лютого 2019 року Савченко рішенням ЦВК України було відмовлено в реєстрації кандидатом на пост Президента.

## Життєпис
Народилася 11 травня 1981 року в Києві, нині Україна (тоді УРСР). Батько — Віктор Григорович Савченко, мати — Марія Іванівна Савченко, сестра — Віра Вікторівна Савченко.
З дитинства мріяла стати пілотом військових літаків. Після закінчення школи здобула фах модельєра-дизайнера та протягом року навчалася на факультеті філології й масових комунікацій (спеціальність «Українська мова і література») київського університету «Україна». Згодом вступила за контрактом до лав Збройних сил України, службу почала в залізничних військах радисткою. Потім підписала контракт на службу в 95-й аеромобільній бригаді в Житомирі, де саме формувався перший контрактний батальйон. У 2004—2005 роках у складі українського контингенту брала участь у війні в Іраку, де у 2004/2005 прослужила шість місяців на посаді стрільця третьої роти 72-го окремого механізованого батальйону.
Після повернення з Іраку 2005 року вступила до Харківського університету Повітряних Сил, на що отримала дозвіл особисто від міністра оборони України Анатолія Гриценка.
Двічі її відраховували з університету з формулюванням «непридатна до польотів як льотчик», але вона двічі поновлювалась і 2009 р. таки закінчила університет — уже не як льотчик-винищувач, а як штурман. Хоча штурманську справу вона вивчала за класом реактивного бомбардувальника Су-24, однак наприкінці навчання її спрямували на іншу машину — вертоліт Мі-24. Після закінчення університету проходила службу штурманом-оператором Мі-24 3-го окремого полку армійської авіації Сухопутних військ ЗС України у місті Броди.
Має 170 годин нальоту і 45 стрибків із парашутом.
2012 року брала участь у фільмуванні шоу «Битва екстрасенсів».

### Майдан
На пресконференції 2 серпня 2016 року, говорячи про Майдан та антимайдан, Савченко заявила: «Нам ділити нічого».
19 січня 2014 року брала участь у сутичках на Грушевського. Як демонструє відеоролик, Савченко намагається зупинити «Беркут».
У січні 2017 році в інтерв'ю радіо «Ехо Москви» Савченко пояснила, що розуміла дії «Беркуту», бо вони виконували наказ. Водночас під час перебування в російському полоні Савченко стверджувала, що під час Євромайдану допомагала в наметовому містечку тримати щити проти стіни вогню, закидала водомет, який поливав мітингувальників, коктейлями молотова та допомагала пораненим. За її словами, у Революції гідності брали участь її мати та сестра, сама ж вона їздила на Майдан декілька разів і для цього брала відпустку.

### Війна на сході України
Ніхто, жодна країна — велика чи

маленька — не може пересуватися по світу,

захоплювати тих, кого їм хочеться,

і тягнути до своїх в'язниць!

Для мене це неприйнятно.
Путін
Під час війни на сході України 2014 року брала участь в АТО як доброволець батальйону «Айдар». При цьому залишалася чинним офіцером ЗСУ, беручи участь в АТО в межах двох відпусток. Водночас написала рапорт на звільнення зі Збройних сил України.
Брала участь у боях біля селища Металіст під Луганськом, де потрапила до полону терористів 17 червня. Хронологію потрапляння Надії Савченко до полону відтворив ТСН. Російські ЗМІ звинуватили Надію Савченко у коректуванні вогню, що призвів до загибелі двох російських журналістів 17 червня.
Утримували її в полоні терористи батальйону «Заря». 19 червня в мережі набув поширення відеозапис, у якому вона, прикута наручниками до труби, відповідає під час допиту:
22 червня сестра Надії Савченко, Віра Савченко, повідомила, що терористи вийшли із нею на зв'язок, бажаючи обміняти військову на чотирьох своїх полонених поплічників. Повідомлялося також, що вони перевезли Надію з Луганська в Донецьк.

### Ув'язнення Росією
Див.: Справа Савченко
На початку липня 2014 р. опинилася на території Російської Федерації. Її звинуватили у вбивстві російських журналістів Антона Волошина та Ігоря Корленюка, хоча перед тим її було захоплено та ув'язнено проросійськими колаборантами, активну співпрацю з якими офіційна влада Російської Федерації не визнає. Рішенням ПЦ «Меморіал» Надія Савченко офіційно визнана політичним в'язнем. 25 травня 2016 року Надія Савченко повернулася до України на спеціально делегованому з цією метою літаку Президента України. Звільнення Надії Савченко стало результатом українсько-російської політичної угоди на найвищому рівні.

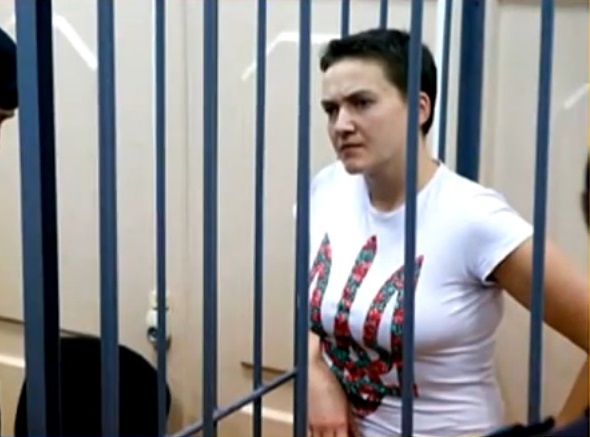
Надія на судовому засіданні в Москві, 7 листопада 2014

8 липня стало відомо, що Савченко перебуває під вартою в слідчому ізоляторі російському Воронежі і місцева влада підозрює її у причетності до загибелі на сході України двох журналістів Всеросійської держтелерадіокомпанії — Ігоря Корнелюка та Антона Волошина. За версією українських силовиків, російські журналісти надавали інформаційний супровід одній із груп терористів і загинули, потрапивши під обстріл цієї групи українськими військами.
Того ж дня, 8 липня, президент України Петро Порошенко надав розпорядження Міністерству закордонних справ та Генеральній прокуратурі України вжити заходів щодо повернення в Україну Надії Савченко, «захопленої терористами» та «незаконно вивезеної до Російської Федерації».
Натомість за версією Слідчого комітету Росії вона перетнула українсько-російський кордон сама, під виглядом біженки, без документів, і була затримана на території РФ.
9 липня створено сайт, який присвячено Надії Савченко, на якому закликають усіх, від кого це залежить, допомогти в її звільненні.
10 липня відбулося засідання апеляційного суду. Однак, до остаточного рішення на ньому не дійшли, призначивши нове засідання за тиждень. Саме засідання проходило в закритому режимі.
16 липня 2014 року консул України в РФ Геннадій Брескаленко зустрівся з Савченко після дев'яти відмов із боку російської сторони у відвідуванні арештантки. За словами льотчиці, терористи відвезли її до Луганська, а звідти з мішком на голові перевезли до Красного Луча (нині Хрустальний). Уже звідти доправили до міста Богучар Воронезької області.
Адвокатами Надії Савченко в російському суді виступили Ілля Новіков та Марк Фейгін, який був захисником у процесі проти «Pussy Riot».
14 вересня 2014 року з'їзд партії «Батьківщина» одноголосно прийняв Савченко в лави партії та висунув її кандидаткою у депутати Верховної Ради, віддавши перше місце в передвиборчому списку на майбутніх виборах.
16 вересня 2014-го російська пропаганда почала розкручувати чергові неправдиві факти — цього разу льотчиця «особисто брала участь у тортурах полонених та хотіла їх здати на органи».
24 вересня Надію Савченко етапували з воронезького СІЗО в невідомому напрямку — повідомив адвокат Марк Фейгін: «Надію Савченко етапували з воронезького СІЗО-3. Це стало відомо тільки сьогодні вранці». Цілком імовірно, що її повезли на примусове психіатричне обстеження. МЗС України готує з цього приводу ноту протесту до РФ.
25 вересня розшукати Надію задля подальшого її захисту вирушила лідерка фракції «зелених» у Європарламенті Ребекка Гармс, як європарламентер. Того ж дня адвокат Микола Полозов розвідав, що її перевезли до московського СІЗО «Печатники». Увечері того ж дня євродепутатка була змушена відлетіти з Москви — російська влада вважала її «небажаною персоною».
10 жовтня 2014 рішенням ПЦ «Меморіал» Надія Савченко офіційно визнана політичним в'язнем. Наступним кроком мав стати міжнародний статус.
13 жовтня за рішенням Басманного суду Надія Савченко доставлена в одну з лікарень Москви для проходження «стаціонарної психолого-психіатричної експертизи» — заява голови слідчого комітету Росії Володимира Маркіна.
З кінця 2014 року Надія оголосила безстрокове голодування. На 22 січня ЗМІ повідомляли про 41-й день голодування.
26 січня 2015 року Надія стала членом української делегації в ПАРЄ. Лист-прохання звільнити Савченко надіслала президент ПАРЄ Анн Брассер до свого колеги спікера Держдуми РФ Сергія Наришкіна.
15 вересня 2015 року Донецький міський суд Ростовської області (Росія) продовжив арешт вже на той час депутатки Верховної Ради України Надії Савченко (ВО «Батьківщина») до 15 березня 2016 року. Про це написав у своєму мікроблозі Twitter її адвокат Марк Фейгін. «Савченко залишили під вартою», — повідомив він.
5 жовтня 2015 року Ростовський обласний суд (Росія) розглянув апеляцію і не змінив термін арешту Надії Савченко. Апеляційне засідання було закритим, а в залі були присутні лише суддя, секретар, адвокат, прокурор і перекладач.
2 березня 2016 року в міському суді Донецька Ростовської області відбулася ще одна стадія судового розгляду, на яку чекали як на фінальну, але суддя закрив засідання в четвер, оголосивши, що наступне слухання відбудеться 9 березня.
9 березня стало відомо, що вирок Савченко оголосять 21 березня. 21 березня суд оголосив перерву до наступного дня.
22 березня о 15:40 суд засудив Надію Савченко до 22 років ув'язнення та 30 000 російських рублів штрафу за незаконний перетин кордону.

#### Звільнення
Обмін Савченко на ГРУвців Єрофеєва та Александрова офіційно відбувся 25 травня 2016 року. У Ростові-на-Дону її зустрічали Святослав Цеголко та Ірина Геращенко. Невдовзі на борту літака Президента України вона з супроводом прибула до аеропорту «Бориспіль».

#### Підтримка

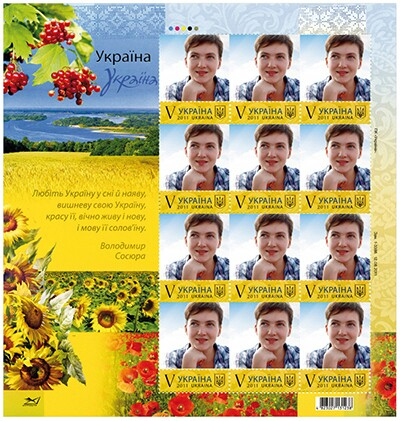
На підтримку Савченко Укрпошта 2015 року випустила марку, яку планувалося передати їй із листом від колективу

21 жовтня 2014 року о 19:00 в Москві відбулась прем'єра документального фільму «Надія Савченко: Наша Надія» режисера Володимира Тихого про політичного в'язня Надію Савченко, про події в Україні останнього часу.
У лютому 2015 підтримку Надії Савченко висловив російський поет Олександр Бившев:
Надію підтримали також актриса Лія Ахеджакова, співак Андрій Макаревич, поет Орлуша та багато інших діячів культури Росії.
На початку березня 2015-го тернопільська активістка Лілія Мусіхіна започаткувала громадську акцію «Голодую, щоб не втратити Надію» в підтримку Надії Савченко. До акції в перші ж дні приєдналося 10 тернополянок.
У вересні 2015-го Державний департамент США оголосив про початок кампанії за звільнення 20 жінок, які були несправедливо засуджені за політичними або іншими мотивами. У списку, серед інших, значиться й незаконно утримувана в Росії українська льотчиця й народна депутатка Надія Савченко. Постійна представниця США при ООН Саманта Павер наголосила, що акція присвячена 20-річчю прийняття Пекінської декларації, яка була підписана 189 країнами з метою захисту прав жінок.
10 вересня 2015 року Європейський парламент ухвалив резолюцію щодо звільнення українських політв'язнів у Росії, зокрема Надії Савченко. Також Савченко була номінована на здобуття премії Андрія Сахарова, яка вручається щорічно за досягнення в галузі захисту прав людини та її основних свобод, розвитку демократії й відстоювання верховенства закону, поваги до міжнародного законодавства й захисту прав меншин.

### Наслідки ув'язнення
Українська письменниця Оксана Забужко у березні 2016 року передбачала кардинальні зміни в поведінці пані Савченко в разі визволення. Вона проводила аналогії з радянським політв'язнем Валентином Морозом, поведінка і особистість якого після тортур у радянських спецклініках і таборах кардинально змінилася. Забужко пояснювала це впливом інформаційного поля, медикаментів та інших методів, які на разі є засекреченими.

### Політика

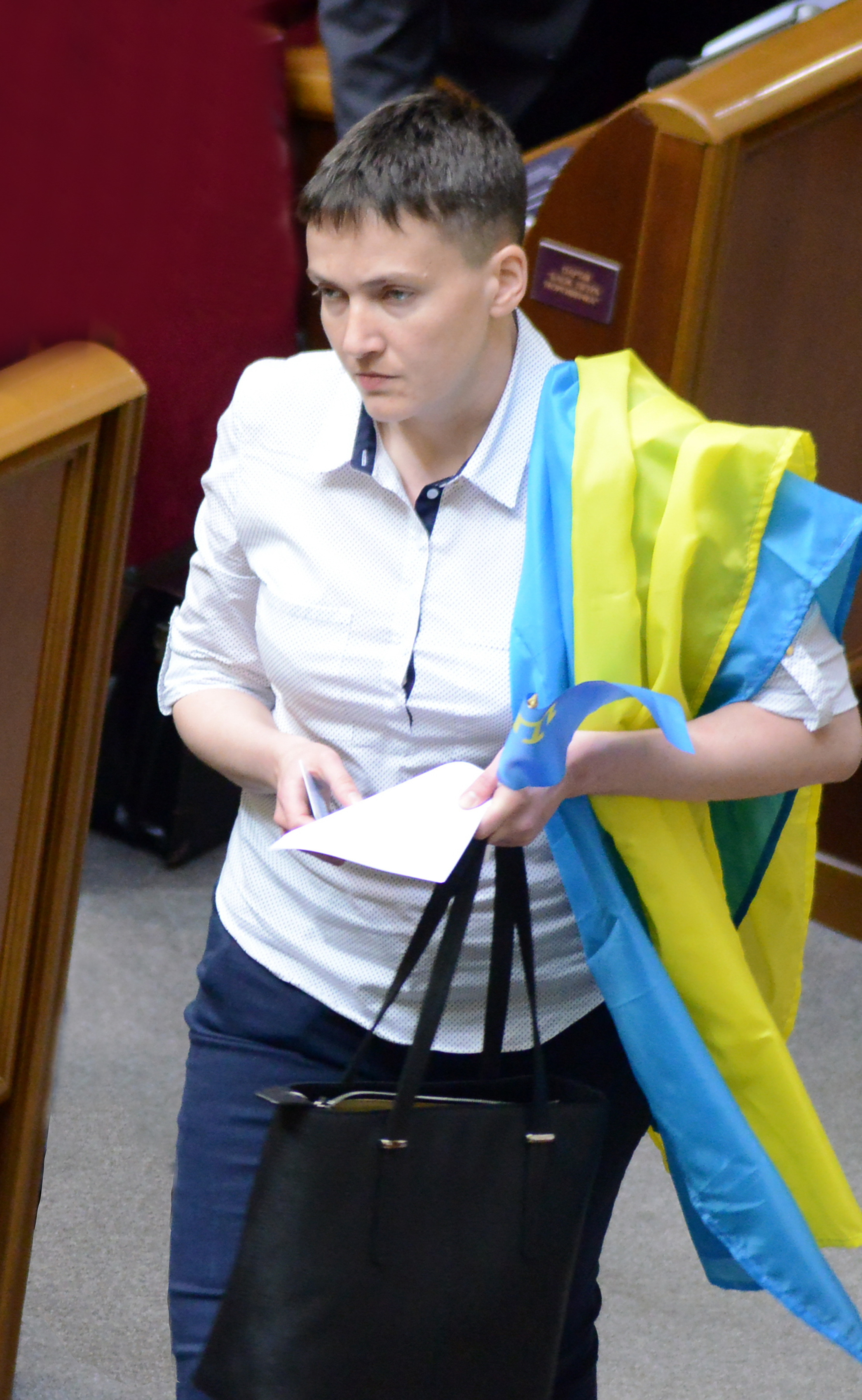
Савченко після звільнення, Верховна Рада України, 2016

2 червня 2016 року Савченко виступила проти проведення судової реформи президента Порошенка, яка передбачає створення Вищої ради правосуддя, передачі їй повноважень призначати суддів та переатестацію всіх суддів. Зміни до Конституції порівняла з гранатою. Після прийняття законопроєкту разом із «радикалом» Юрієм Шухевичем зареєструвала проєкт постанови про скасування закону про судоустрій та статус суддів.
22 червня Савченко заявила, що впевнена у своїй стовідсотковій перемозі на президентських виборах, якщо вони відбудуться сьогодні, а також вважає український уряд і армію, що не дали відсіч Росії в Криму, винними у війні на Донбасі.
2 липня 2016 року в інтерв'ю проросійському телеканалу «112» заявила, що погодилася би очолити Міністерство оборони України.
2 серпня 2016 року оголосила голодування заради звільнення інших військовополонених. Того ж дня заявила, що не підтримуватиме Ю. Тимошенко на наступних виборах як і інших політиків старої системи.
21 лютого 2017 року Савченко відмовилася від депутатської недоторканності й закликала всіх інших народних депутатів України, президента та суддів зробити те саме.
24 лютого 2017 року Надія Савченко разом із керівником Центру звільнення полонених «Офіцерський корпус» Володимиром Рубаном поїхала на окуповані території Донбасу для того, щоб відвідати українських військовополонених. Того ж дня депутатка від «Блоку Петра Порошенка» Тетяна Ричкова звинуватила Савченко у тому, що вона під час перебування в районі Донецького аеропорту та зустрічі з вояками 80-ї та 79-ї окремих десантно-штурмових бригад підбурювала їх залишити свої позиції, прийти до Києва і «скидати злочинну владу». За її словами, цю інформацію підтвердили вояки Повітряних сил. Речниця Надії Савченко у відповідь заявила, що ця інформація не відповідає дійсності.
Директор Агентства моделювання ситуацій Віталій Бала вважає, що Надія Савченко опинилася в політикумі випадково. Однак, вона не виправдала покладених на неї сподівань, тому на її місце можуть прийти інші політичні проєкти, у тому числі її сестра — Віра Савченко.
У липні 2017 року Савченко заявила про плани брати участь у виборах Президента України 2019 року.
26 січня 2019 року Савченко висунута кандидатом на президента України.
7 лютого ЦВК одноголосно відмовила Савченко в реєстрації кандидатом в президенти України. Рішення прийнято через невідповідність документів. Не було надано документи, що підтверджують сплату застави, а також рішення партії Савченко про її висунення не скріплені печаткою партії.
15 квітня 2019 року Савченко заявила, що восени вона має намір балотуватися до Верховної Ради України IX скликання. Кандидатка у народні депутати від виборчого округу № 51 (Микитівський, Центрально-Міський райони міста Горлівки). Набрала лише 1,24 % голосів. За Савченко на двох дільницях проголосувало 8 людей, але змирилася із цим та навіть висловила задоволення з цього приводу. Сестра Надії Віра Савченко теж балотувалася на Донеччині в окрузі № 45. Її результат — 3,95 % (583 голосів «за»).
Уже після виборів заявила, що для України краще було б, якби ватажок «ДНР» Олександр Захарченко був живий. Вона додала, що «напевно, Захарченко гідний був життя».

### «Закон Савченко»

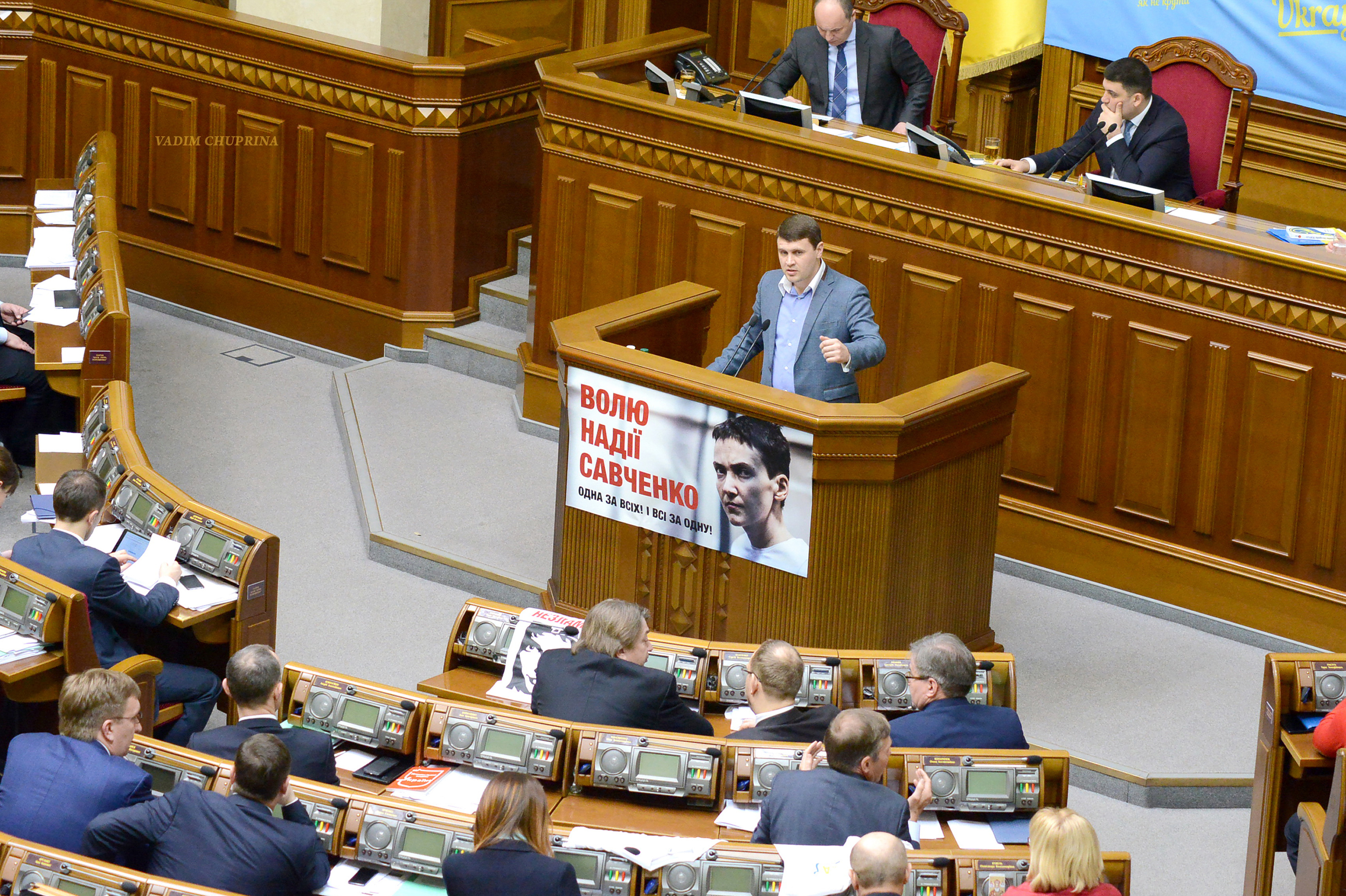
Плакат Савченко на трибуні Верховної Ради України, 2015

Під час перебування в ув'язненні Надія Савченко ініціювала прийняття закону, що зараховує засудженим строк попереднього ув'язнення з розрахунку один день попереднього ув'язнення за два дні позбавлення волі. Закон №___… був прийнятий 26 листопада 2015 й підписаний Президентом 22 грудня.
Закон розглядається як подальший рух на шляху гуманізації кримінального процесу в Україні, адже умови тримання в СІЗО важкі. Савченко обґрунтовувала його тим, що «в Росії система садить більше невинних, ніж винних, а, значить, і в Україні так само».
Закон опинився під критикою окремих юристів, які називали його «непрофесійним, популістським і просто безглуздим», «загрозою для суспільства», оскільки він дозволяє «амністувати» найнебезпечніших злочинців, які об'єктивно мають відбувати покарання.
Під дію закону підпадають майже 50 тисяч осіб, з яких тисяча — вбивці. Станом на квітень 2016 завдяки йому на свободу вийшли понад 5900 ув'язнених. Серед них багато відбували покарання за тяжкі злочини — вбивства, зґвалтування, крадіжки та інше. Закон, серед іншого, дозволяє вийти на свободу Ігореві Зваричу та Вікторові Лозінському.
Генпрокуратура України навела приклад, коли звільнений на підставі цього закону через місяць вчинив нове подвійне вбивство (такі випадки не поодинокі); загалом, «значна частина» звільнених скоїли рецидив і провели на свободі не довше двох тижнів. Захисник Надії Савченко Микола Полозов оприлюднив після її звільнення, що закон просунув інший адвокат, Ілля Новіков, який «вів свою гру» і втручався таким чином до внутрішньої політики України. Сама Надія вважає свій закон «ідеальним», а для того, щоб злочинці не виходили раніше, пропонує засуджувати їх суворіше.
Станом на лютий 2017, за «законом Савченко» на волю вийшли 7700 злочинців, у тому числі тисяча вбивць.
18 травня 2017 року Верховна Рада проголосувала за скасування закону. 17 червня відповідний закон був підписаний Президентом Петром Порошенком.

### Ставлення до подій на Сході України
7 червня 2016 року Надія Савченко закликала продовжити санкції проти Росії, а представникам української влади встановити «зв'язок без мінських домовленостей із так званими „ДНР“ та „ЛНР“ і вийти на внутрішній зв'язок без третьої та четвертої сторони». Говорячи про Захарченка та Плотницького Савченко сказала, що вони можуть «позиціонуватись як народні депутати від так званих ДНР та ЛНР» і вона готова з ними говорити. 22 липня закликала Україну і сепаратистів розпочати діалог і пробачити один одному заради миру. Реакція суспільства була переважно негативною.
23 червня 2016 року на засіданні ПАРЄ Надія Савченко зазначила, що необхідно підтримувати Україну єдиною позицією в антиросійських санкціях. В інтерв'ю пресі заявила, що слід поступово знімати санкції з Росії при виконанні нею тих чи інших умов, аж до припинення анексії Криму. Також заявила, що готова вести перемовини про звільнення заручників із терористами Захарченком та Плотницьким.

### Конституція Надії Савченко
2 серпня 2016 року, під час пресконференції Надія Савченко запропонувала свою концепцію державотворення України. Згідно з нею, на виборах український народ має обирати 100 депутатів, завдання яких — написання нової Конституції України. Народні депутати обираються без права повторного переобрання. Крім Конституції вибрані нардепи виписують блокові закони до всіх систем життєдіяльності країни (виборчої, судової, фіскальної, пенітенціарної, освітньої та інших). Після написання Конституції України в комплексі з блоковими законами, виносяться на народний розгляд і затвердження на народному референдумі.
Також Савченко запропонувала новий принцип поділу України, яким передбачається створення самоврядування адміністративних одиниць України за економічним принципом виживання і розвитку інфраструктури, право володіння громадянами зброєю. Місцеві суди і прокуратура із правом затвердження громадою на народних слуханнях кандидатур при виборі суддів і прокурорів, народним контролем судових процесів. Один Всеукраїнський суд з правом апеляції в адміністративних і кримінальних справах. Законодавчий орган Народна Рада, обрані туди депутати можуть бути змінені рішенням громади у будь-який час. В уряді України працюють спеціалісти-науковці з відповідних галузей. Президент України — символічна посада, відповідає за зовнішні відносини, має повноваження головнокомандувача на випадок війни.

### Діяльність після виходу з «Батьківщини»
26 жовтня 2016 року Савченко вийшла з партії «Батьківщина», офіційно про це повідомили 12 грудня. Пізніше, як пояснення цьому, керівник партії Юлія Тимошенко заявила, що вважає будь-які переговори з терористами недопустимими, позаяк переговори є маріонетковими, де Савченко не координує свої дії з партією «Батьківщина». В інтерв'ю 112 каналу Савченко заявила, що не боїться ні зняття депутатського мандату, ні суду над нею за її кроки.
Неузгоджені та самостійні зустрічі й переговори з ватажками бойовиків Захарченком та Плотницьким викликали резонанс у ЗМІ, так, критикувалося, що Савченко має доступ до державної таємниці, яка може розголошуватись, негативне ставлення до таких візитів було також висловлене президентом. Показово провокативним виявився крок журналістів, які влаштували «ще одну» зустріч у кафе з «повіреною» людиною Захарченка, яку грав професійний актор. На зустрічі було записано розмову, та висвітлено ставлення Савченко до «ДНР» як до партнера у переговорах, з обіцянкою посприяти у відкритті культурного центру «ДНР» у Києві на різдвяні свята.
Пізніше Савченко повідомила, що домовилася про потенційний обмін 226 українців, полонених у «ДНР» на 52 людини, що цікавлять сепаратистів, а на звинувачення в її адресу щодо зустрічей, пізніше заявила, що з Януковичем так само велись переговори, коли потрібно було звільнити Тимошенко, тому, такі переговори вона буде проводити та вважає їх доречними.
22 жовтня 2016 року Надія Савченко під час виступу на ток-шоу «Право на владу» закликала президента Петра Порошенка «вибачитися перед Віктором Януковичем, запросити його в Україну і поступитися йому своїм кріслом» і додала, що рівень дипломатії під час президентства Порошенка нижчий, ніж у часи, коли президентом був Янукович. Потім, виправдовуючись Савченко сказала, що не виспалася, і її слова вихоплюють з контексту.
16 лютого 2017 року депутатка Верховної Ради України Надія Савченко (позафракційна) написала заяву з проханням про зняття з неї депутатської недоторканності.

### Ставлення до диктатури
23 липня 2016 року Надія Савченко заявила, що для успішного реформування країни Україні необхідна диктатура і що тільки так можна повернути владу над країною народу. «Щоб змінити повноваження президента, структуру країни, закони перезапустити, щоб вони працювали на людей, побороти корупцію — потрібно стати тим диктатором, який тримає все в своїх руках. Для того, щоб повернути цю владу народу і зробити так, щоб більше ніколи владу у народу не забирали».
1 лютого 2017 року Савченко заявила, що Україні потрібна жорстка дисципліна й один лідер, який наведе лад. «Деякий час, поки в країні ще хаос, нам потрібна якась жорстка дисципліна. І схоже, деякий час буде потрібен якийсь один лідер, який буде наводити цей порядок».
14 квітня 2017 року політична партія «Наступ» змінила назву на «Громадська платформа Надії Савченко» й обрала депутатку Верховної Ради України Надію Савченко (позафракційну) своїм головою.

### Кримінальне розслідування в Україні
12 березня 2018 року о четвертій годині ранку Савченко відбула з закордонним візитом в ПАРЄ, а її пресслужба повідомила, що вона повістки не отримувала та планує в ці дні зустрітися з європарламентарями щодо визволення українських політв'язнів у Росії. Також стало відомо, що в підозрі СБУ стосовно керівника «Офіцерського корпусу» Володимира Рубана фігурує друг і помічник нардепа Надії Савченко Олег Мезенцев.
13 березня 2018 року Служба безпеки України направила народній депутатці Надії Савченко виклик на допит.
На думку Ніни Ходорівської теперішня поведінка Савченко є наслідком посттравматичного стресового розладу, отриманого через участь в АТО та тривале ув'язнення в РФ, відсутність психічного обстеження та належного курсу реабілітації після повернення в Україну (Савченко приступила до виконання обов'язків народного депутата України через кілька днів після повернення). Юлія Тимошенко зазначає, що варто було наполягати на тривалій психологічній реабілітації після повернення Савченко з РФ..
15 березня 2018 року ГПУ внесла до Верховної Ради три подання: про надання згоди на притягнення до кримінальної відповідальності стосовно народної депутатки України Надії Савченко, про надання згоди на затримання народної депутатки України Надії Савченко, про надання згоди на обрання стосовно народної депутатки України Надії Савченко запобіжного заходу у вигляді тримання під вартою. Їй інкримінують підготовку збройного нападу на Верховну Раду, до якого причетний і затриманий перемовник з «ДНР» та «ЛНР» Володимир Рубан
«У слідства є незаперечні докази того, що Надія Савченко — народний депутат, особисто планувала, вербувала та давала вказівки щодо здійснення терористичного акту. Вона хотіла тут, у цьому залі, знищити бойовими гранатами дві ложі — урядову та посадову. А мінометами, порушивши купол Верховної ради, знищити всіх та добивати автоматами тих, хто виживе», — Ю. Луценко
.
За словами Луценка, слідство має близько сотні годин аудіо та відеозаписів, по яких проведена експертиза, і які доводять вину депутатки Савченко. Того ж дня, парламентарі ухвалили рішення про виключення Савченко зі складу комітету національної безпеки та оборони. У постанові визначено: «Виключити Савченко Надію… з персонального складу комітету з питань національної безпеки і оборони та увільнити її від обов'язків члена цього комітету». «За» проголосував 261 депутат.
Їй висунули обвинувачення за такими статтями, як: насильницьке повалення конституційного ладу або захоплення державної влади; підготовка злочину, пошук засобів та спільників; груповий злочин; посягання на життя державного чи громадського діяча; терористичний акт; вербування людей та пошук зброї для терористичного акту; незаконне поводження зі зброєю, боєприпасами та вибухівкою. За деякими з цих статей передбачено до 15 років позбавлення волі.
Сама Савченко звинувачення відкинула і звинуватила владу та спецслужби в тому, що вони «підставляють» волонтерів. Крім того, політик пов'язує всі звинувачення зі своєю активною позицією щодо викриття корумпованості влади. Після допиту в СБУ вона заявила, що «зараз є дуже багато військових, які мене чують і абсолютно погоджуються з точкою зору, що військовий переворот в Україні — досить очікувана, і, напевно, досить правильна подія».
16 березня 2018 року в інтерв'ю виданню Страна Надія заявила, що в країні більш ніж достатньо військових, готових здійснити державний переворот. За її словами військові ще за часів Януковича були готові бомбити Верховну Раду.
22 березня 2018 року Верховна Рада розглянула подання ГПУ та схвалила їх. За зняття недоторканості проголосував 291 депутат, за затримання — 277, за арешт — 268.
22 березня 2018 року співробітники Служби безпеки України затримали депутатку Верховної Ради України Надію Савченко. Сила до Савченко не застосовувалася, вона пішла добровільно разом з представником СБУ і в супроводі журналістів.
23 березня 2018 року Шевченківський районний суд Києва обрав для Савченко запобіжний захід у вигляді утримання під вартою до 20 травня.
29 березня 2018 року Апеляційний суд не задовільнив скаргу сторони захисту на арешт Савченко та залишив її під вартою.
2 квітня 2018 року Надія Савченко написала листа із СІЗО, у якому запропонувала власну «Концепцію зміни політичної системи». В її основі лежать пропозиції щодо відставки нинішнього керівництва держави, децентралізації влади, впровадження ефективних механізмів контролю суспільства над владними структурами, інвентаризація державного майна й проведення перепису населення.
14 травня 2018 року Надія заявила, що написала лист Президенту РФ Путіну. За її словами в листі міститься прохання про розблокування обміну полоненими.
2 серпня 2018 року було оголошено про завершення досудового розслідування.
17 вересня 2018 року Касаційний адміністративний суд Верховного Суду визнав законним зняття недоторканності з депутатки Верховної Ради України Надії Савченко (позафракційна).
16 квітня 2019 року Броварський суд Київської області ухвалив звільнити з-під варти Володимира Рубана та Надію Савченко в залі судових засідань, мотивуючи це тим, що термін запобіжного заходу закінчився, а нового не було обрано.
29 жовтня 2021 року міністр МВС України Денис Монастирський повідомив, що Савченко та її сестрі Вірі вручили підозру за використання підробленого COVID-сертифікату, з яким вони намагалися потрапити до України. У червні 2022 року стало відомо, що кримінальну справу закрили, а сестер Савченко випустили.

## Нагороди та відзнаки, вшанування
- Звання Герой України з врученням ордена «Золота Зірка» (2 березня 2015 року, Київ) — за незламність волі, громадянську мужність, жертовне служіння Українському народові[155][156].
- Орден «За мужність» III ст. (21 серпня 2014) — за особисту мужність і героїзм, виявлені у захисті державного суверенітету та територіальної цілісності України, вірність військовій присязі, високопрофесійне виконання службового обов'язку[157][158].
- Орден святого великомученика Георгія Побідоносця (УПЦ КП) (1 березня 2015)[159].
- Нагорода «За свободу» неурядової організації Атлантична Рада США (2015)[160].
- Премія «Світло справедливості» (УГКЦ) (2015)[161].
- Почесна громадянка Червонограда (27 серпня 2015)[162]. Позбавлена звання 13.07.2017[163]
- Міжнародна нагорода Freedom Awards (2015)[164][165].
- 2015 року стала лауреаткою Всеукраїнської премії «Жінка III тисячоліття» в номінації «Я вільна»[166].
- Лауреат польської премії «Орел» Яна Карського (2016) — за «загартований дух у боротьбі за людську гідність і гордість»[167].
- Наприкінці травня 2016-го у непальських Гімалаях з'явилася гора Надія Савченко[168].

## Висловлювання
- Савченко заявляла, що готова очолити міністерство оборони і навіть стати Президентом України[169].
- 2 серпня 2016 року на пресконференції, Савченко відзначилася кількома різкими висловлювання, зокрема про «Кремль» і «кобилячу тріщину»[170].
- «Пустіть українські канали або хоча б Чехію. Чехи чекають! Вони тут взагалі ніколи не були! Тому що тут Russia Today, НТВ і Звезда, яка, між іншим, „звездить“»[171].
- 25 листопада 2016 року Надія Савченко заявила про початок самостійної політичної кар'єри. «Я не буду входити в партію. Я стаю незалежним політиком. Я відкриваю свій фонд», — сказала вона[172][173].

## Цікаві факти
- 1 серпня 2017 року в інтерв'ю виданню «Главком» Надія Савченко зізналася, що коли їй був 21 рік працювала у службі сексу телефоном. За словами Савченко, вона з подругою тоді шукала роботу й побачила оголошення у газеті: «девушка, с приятным голосом, с умением разговаривать на любые темы». Спочатку вона не знала що це, а коли приїхала, їй «дали якийсь бульварний роман, сказали прочитати на мікрофон сексуальну сцену. Багато дівчат, які прийшли на відбір, були у шоці, йшли звідти, мало хто міг це прочитати. Я собі сказала: „ти актриса, ти це прочитаєш“. Прочитала. Зарплата на той час була шикарною $100. Треба було проходити офіційне оформлення, можна було з 23 років. Мені у той момент був 21…»[174][175].
- 22 жовтня 2021 року, за повідомленням в ЗМІ, Надію Савченко та її сестру Віру піймали на використанні підробленого COVID-сертифіката, а 29 жовтня, за словами Міністра внутрішніх справ України Дениса Монастирського їй було вручено підозру за використання підробленого сертифікату[176][177].
- До 2024 року у селі Перекоринці Вінницької області існувала вулиця Надії Савченко. 22 березня 2024 року вулицю Надії Савченко перейменували на вулицю Оболонську.[178][179]

## Захоплення
Надія Савченко любить займатися рукоділлям (декоративний дизайн, художній вітраж, вишивання, гончарство тощо).
10 вересня 2015 року на Львівському книжковому форумі представили книгу Надії Савченко — «Сильне ім'я Надія». Це її спогади й роздуми, які ув'язнена записувала під час голодування. Надихнув льотчицю на написання книги російський правозахисник, її адвокат Ілля Новіков. Ілюструвала видання сестра Надії, Віра Савченко. Книжка складається з кількох розділів, авторка описує Майдан, події в Криму, початок АТО, своє викрадення і полон, також пригадує й миротворчі місії в Іраку.